# Urs Bürgi
Urs Bürgi (Wädenswil, 27 augustus 1909 - Zürich, 13 juni 1989) was een Zwitsers politicus.
Burgi studeerde medicijnen aan de Universiteit Zürich. Hij was hierna chirurg en uroloog. Van 1944 tot 1950 was hij lid van de school voor Verpleegkundigen en van de commissie van toezicht van de Höhern Töchterschule. Van 1948 tot 1951 was hij voorzitter van de Club Felix (Vereniging van Katholieke Academici van het kanton Zürich).
Urs Bürgi was lid van de Christelijk Sociale Partij (CSP). Van 1951 tot 1955 was hij lid van de Kantonsraad van Zürich. In 1959 werd hij - als eerste lid van de CSP - lid van de Onderwijsraad van het kanton Zürich. Van 1963 tot 1975 was hij, als eerste rooms-katholiek en eerste CSP'er, lid van de Regeringsraad van het kanton Zürich. Hij beheerde het departement van Volksgezondheid en Verzorging. Van 1 mei 1968 tot 30 april 1969 was hij voorzitter van de Regeringsraad (dat wil zeggen regeringsleider) van het kanton Zürich.
Urs Bürgi zette zich als beheerder van het departement van Volksgezondheid en Verzorging in voor de modernisering van de volksgezondheid in het kanton.
Bürgi vertegenwoordigde de sociale vleugel van de CSP.
Hij overleed medio 1989 op 79-jarige leeftijd in Zürich.

## Voetnoten
1. ↑  Niet te verwarren met de Christelijk Sociale Partij van Zwitserland

- Gemeinsame Normdatei: 1051582946
- Historisch woordenboek van Zwitserland: 005931
- Virtual International Authority File: 308727440